# Östlig skogssmyg
Östlig skogssmyg (Automolus subulatus) är en fågel i familjen ugnsfåglar inom ordningen tättingar.

## Utbredning och systematik
Östlig skogssmyg delas in i två underarter med följande utbredning:
- Automolus subulatus lemae – sydcentrala och sydöstra Venezuela
- Automolus subulatus subulatus – sydöstra Colombia, västra Brasilien och norra Bolivia

## Status och hot
Arten har ett stort utbredningsområde, men tros minska i antal, dock inte tillräckligt kraftigt för att den ska betraktas som hotad. Internationella naturvårdsunionen IUCN listar arten som livskraftig (LC).